# Живой мост (картина)
Живой мост — картина русского художника Франца Алексеевича Рубо, написана в 1897 году по событиям одного из эпизодов русско-персидской войны в 1805 году.

## Предыстория события, изображённого на картине
В июне 1805 года персидский шах Фетх Али (Баба-хан), воспользовавшись тем, что главные силы русских войск воюют далеко на Западе с французской армией Наполеона, двинул свою армию к городу Шуша (расположенному тогда на территории Карабахского ханства, сейчас территория Азербайджанской Республики).
Персидская армия насчитывала около 40 000 человек под командованием наследного принца Аббас-Мирзы. Вооружение — фитильные ружья образца XVI века.
Противостоять этому несметному войску выпало батальону 17-го егерского полка под командованием полковника Павла Михайловича Карягина, роте Тифлисского мушкетерского полка под командованием капитана Татаринцова и команде 7-го артиллерийского полка (23 канонира, 8-фунтовый единорог (весом 524 килограмма) и 6-фунтовая пушка (весом до тонны)) под командованием подпоручика Сидора Гудим-Левковича. Всего 493 штыка и два орудия под общим командованием полковника Карягина. Вооружение нижних чинов — нарезные штуцера.
После нескольких столкновений полк Карягина и персидские войска встретились у города Шуша. Несколько раз персы переходили в наступление, но каждый раз егеря отбивали их.
В конце июля на помощь полку Карягина подошли основные силы русской армии.

## Сюжет
Идёт бой с персидскими войсками. Русским артиллеристам нужно срочно сменить свои позиции. Однако на их пути лежит широкий ров, который невозможно обойти. Тогда солдаты ложатся в качестве живого моста друг на друга, от дна рва до его кромки наверху. Конные упряжки с пушками преодолевают ров по телам стонущих от боли русских солдат.
На картине егеря и мушкетеры изображены в форме, введённой в 1810—1811 годах.

## О подвиге солдата Гаврилы Сидорова
Ко времени окончания очередного ультиматума отряд Карягина скрытно покинул крепость Шахбулаг, решившись перебраться в другую крепость, Мухрат, в строю было 179 человек, два орудия и 45 зарядов для пушек. К утру авангард под командованием майора Петра Степановича Котляревского занял 8 июля (20 июля) 1805 года крепость Мухрат. Когда основные силы отряда Карягина при двух орудиях шли по горам, дорогу пересекла глубокая промоина реки Тертар, через которую невозможно было переправить орудия.
Не было времени и материалов для строительства моста. А без пушек отряд был обречён на смерть перед превосходящими силами противника.
Тогда солдат Гаврила Сидоров со словами: «Пушка — солдатская барыня, надобно ей помочь» прыгнул на дно ямы удерживая над головой немногочисленные доски. Его примеру последовали ещё человек десять.
Чугунные пушки весом по несколько пудов каждая перетащили на другую сторону по телам солдат, под их стоны, скрежет зубов и хруст костей.
Эта легенда и вдохновила художника Франца Рубо к написанию этой картины.
При этом, согласно А. В. Потто в «Подвиге полковника Карягина», «живой мост» был сделан из ружей, а несколько солдат лишь подпирали его, чтобы сооружение не развалилось. Первая пушка проехала по мосту без происшествий, а вот вторая сорвалась и ударила Гаврилу и ещё одного солдата колесом, так что они погибли от черепно-мозговой травмы. Погибшие были похоронены на месте происшествия.